# Новопокровка (Кировский район)
Новопокро́вка (укр. Новопокровка, крымскотат. Küleç Meçit, Кулеч Мечит) — село в Кировском районе Республики Крым, входит в состав Журавского сельского поселения— Журавского сельсовета Автономной Республики Крым).

## Население
| 2001 | 2014  |
| ---- | ----- |
| 1550 | ↘1350 |

Всеукраинская перепись 2001 года показала следующее распределение по носителям языка
| Язык    | Процент |
| ------- | ------- |
| русский | 93.77   |
| другие  | 0.32    |

### Динамика численности населения
| - 1892 год — 41 чел. - 1902 год — 108 чел. - 1915 год — 252/43 чел. - 1926 год — 310 чел. | - 1989 год — 1554 чел. - 2001 год — 1550 чел. - 2014 год — 1350 чел. |

## Современное состояние
На 2017 год в Новопокровке числится 16 улиц; на 2009 год, по данным сельсовета, село занимало площадь 210 гектаров на которой, в 497 дворах, проживало более 1,5 тысяч человек. На территории села действуют средняя общеобразовательная школа и ясли-сад № 15 «Солнышко» в 2013 году введён в эксплуатацию сельский клуб, фельдшерско-акушерский пункт, храм Покрова Пресвятой Богородицы. Новопокровка связана автобусным сообщением с городами Крыма, райцентром и соседними населёнными пунктами.

## География
Новопокровка — село в центре района, в степном Крыму, у пересечения реки Чорох-Су с Северо-Крымским каналом, высота центра села над уровнем моря — 41 м.Ближайшие населённые пункты: Журавки в 2,5 км на юго-запад, Красносельское в 5 км на запад и Васильковое в 4 км на северо-восток. Райцентр Кировское — примерно в 10 километрах (по шоссе), там же ближайшая железнодорожная станция — Кировская (на линии Джанкой — Феодосия). Транспортное сообщение осуществляется по региональным автодорогам 35А-001 граница с Украиной — Джанкой — Феодосия — Керчь и 35Н-206 Владиславовка — Новопокровка — до шоссе Кировское — Первомайское (по украинской классификации — М-17 и С-0-10517).

## История
Селение Ново-Покровка было основано во Владиславской волости Феодосийского уезда, на другом берегу реки Чорох-Су от деревни Колеч-Мечеть, между 1887 годом, поскольку ещё не попало в материалы соответствующей ревизии и 1892 годом, когда, по «…Памятной книжке Таврической губернии на 1892 год» в Ново-Покровке, входившей в Владиславское сельское общество, уже числился 41 житель в 6 домохозяйствах. На верстовой карте Крыма 1896 года в селении обозначено 20 дворов с русским населением. По «…Памятной книжке Таврической губернии на 1902 год» в деревне Ново-Покровка числилось 108 жителей в 6 домохозяйствах. На 1914 год в селении действовало земское училище. По Статистическому справочнику Таврической губернии. Ч.II-я. Статистический очерк, выпуск пятый Феодосийский уезд, 1915 год, в деревне Ново-Покровка Владиславской волости Феодосийского уезда числилось 26 дворов (20 дворов с землёй, 6 — безземельные) с русским населением в количестве 252 человек приписных жителей и 43 — «посторонних», из которых 159 мужчин и 136 женщин. Жители владели 999 десятинами удобной земли. В хозяйствах имелось 320 лошадей, 278 волов и 123 коровы.
После установления в Крыму Советской власти, по постановлению Крымревкома от 8 января 1921 года была упразднена волостная система и село вошло в состав вновь созданного Владиславовского района Феодосийского уезда, а в 1922 году уезды получили название округов. 11 октября 1923 года, согласно постановлению ВЦИК, в административное деление Крымской АССР были внесены изменения, в результате которых округа ликвидировались и Владиславовский район стал самостоятельной административной единицей. Декретом ВЦИК от 4 сентября 1924 года «Об упразднении некоторых районов Автономной Крымской С. С. Р.» Владиславовский район в октябре 1924 года был преобразован в Феодосийский и село включили в его состав. Согласно Списку населённых пунктов Крымской АССР по Всесоюзной переписи 17 декабря 1926 года, в селе Ново-Покровка, Сеит-Элинского сельсовета (в котором село состояло всю дальнейшую историю) Феодосийского района, числилось 73 двора, из них 68 крестьянских, население составляло 310 человек, из них 304 русских, 3 болгарина, 2 украинца, 1 немец, действовала русская школа I ступени (пятилетка). Постановлением ВЦИК «О реорганизации сети районов Крымской АССР» от 30 октября 1930 года из Феодосийского района был выделен (воссоздан) Старо-Крымский район (по другим сведениям 15 сентября 1931 года) и село включили в его состав, а, с образованием в 1935 году Кировского — в состав нового района. Судя по доступным источникам, в предвоенные годы в состав села была включена Колеч-Мечеть, поскольку в более поздних документах она не упоминается.
Во время Великой Отечественной войны, в ходе Керченско-Феодосийской десантной операции в декабре 1941— январе 1942 года передовая проходила через село. Здесь сражались бойцы 302-й стрелковой дивизии, погибшие были захоронены в братской могиле (установлены фамилии трёх воинов). В ту же могилу были захоронены 65 бойцов, павших при освобождении Крыма в апреле 1944 года. На могиле был установлен памятник — бетонная пирамидка со звездой на вершине, в 1980-х годах заменённый на современный, объект культурно-исторического наследия. Постановлением Совета министров Республики Крым № 627 от 20 декабря 2016 года памятник отнесён к категории объектов культурно-исторического наследия России. Рядом с братской могилой в апреле 2021 года был открыт воинский мемориал, в котором захоронено 467 бойцов 44-й, 47-й и 51-й армий, погибших на Крымском фронте.

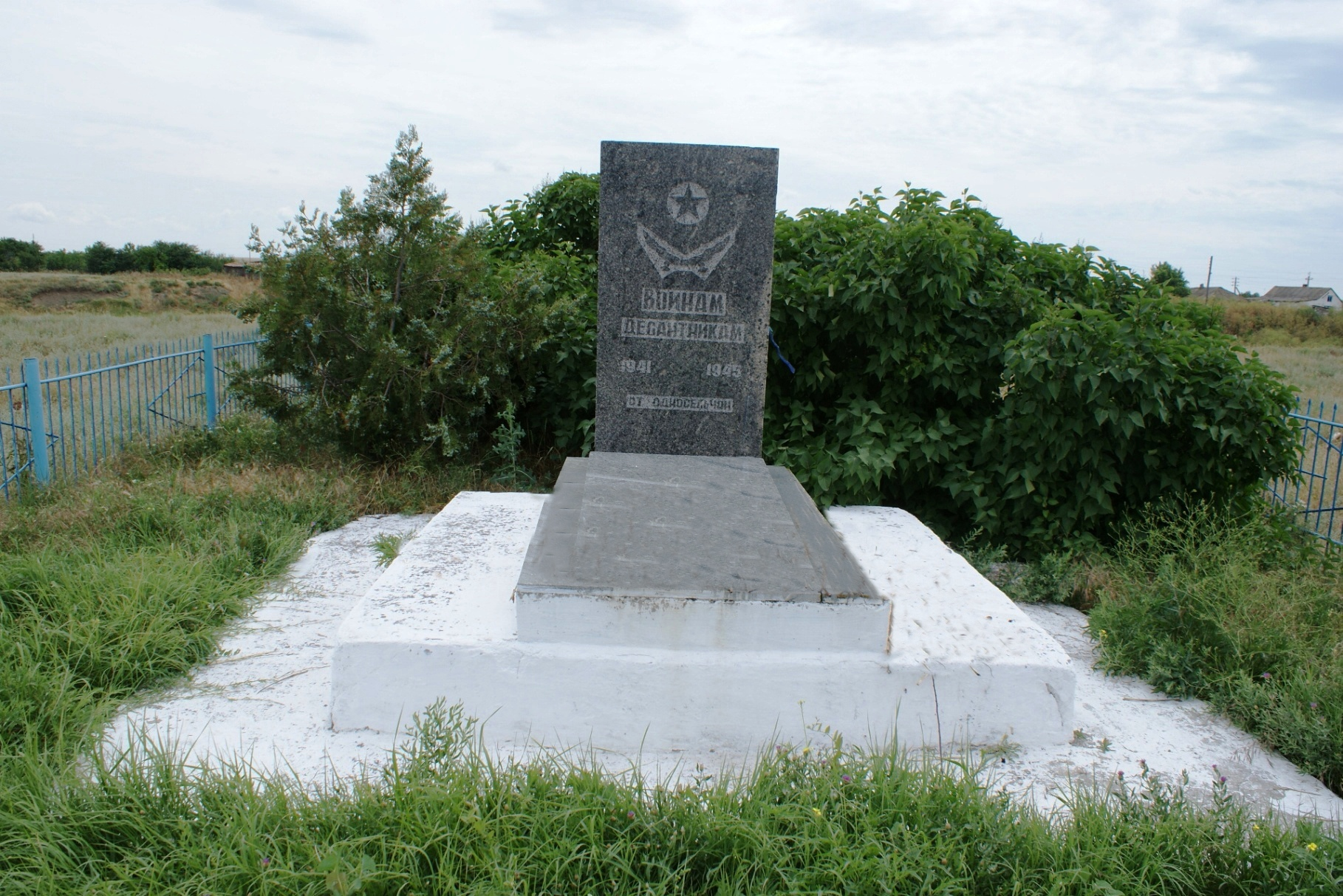
Братская могила

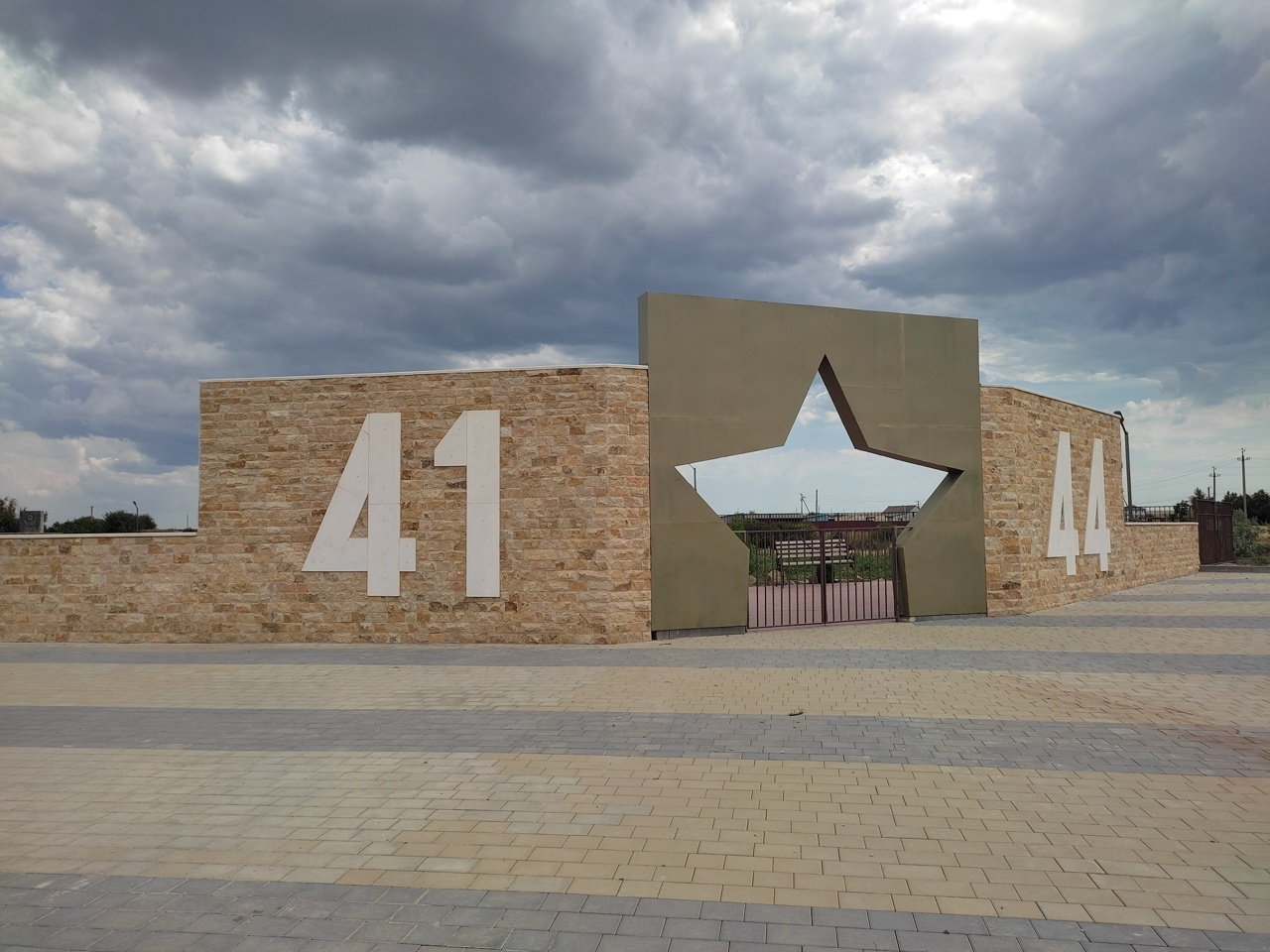
Воинский мемориал

С 25 июня 1946 года Новопокровка в составе Крымской области РСФСР, а 26 апреля 1954 года Крымская область была передана из состава РСФСР в состав УССР.
Указом Президиума Верховного Совета УССР «Об укрупнении сельских районов Крымской области», от 30 декабря 1962 года Кировский район был упразднён и село присоединили к Нижнегорскому. 1 января 1965 года, указом Президиума ВС УССР «О внесении изменений в административное районирование УССР — по Крымской области», вновь включили в состав Кировского. По данным переписи 1989 года в селе проживало 1554 человека. С 12 февраля 1991 года село в восстановленной Крымской АССР, 26 февраля 1992 года переименованной в Автономную Республику Крым. С 21 марта 2014 года в составе Крыма аннексирована Россией.